# 期權定價中的蒙特卡羅方法
蒙地卡羅期權定價方法（英語：Monte Carlo methods for option pricing）使用蒙地卡羅方法來計算具有多種不確定性來源或複雜特徵的期權的價值。 首次將其應用於期權定價的是費利姆·博伊爾，時間為1977年（用於歐式期權）。到了1996年，布羅迪（M. Broadie）和格拉斯曼（P. Glasserman）展示了如何用蒙地卡羅方法對亞式期權進行定價。1996年，卡利埃（Carriere）引入了用於具有提前執行特徵的期權的蒙地卡羅方法，這是一項重要的發展。

## 方法論
如期權估值中標準所示，蒙地卡羅估值依賴於風險中性估值。 也就是說，期權的價格為其折現後的期望值；參見風險中性與理性定價。具體技術如下：（1）透過模擬產生大量可能的、但隨機的標的資產（或多個標的資產）價格路徑；（2）對於每條路徑，計算相關的行權價值（即「支付」）；（3）將這些支付值取平均；（4）折現至當前。此結果即為期權的估值。
此方法雖然相對簡單，但允許處理越來越複雜的情境：
- 對於股票期權，其不確定性來源為單一，即標的股票價格。[2] 在此情況下，標的工具的價格 {\displaystyle S_{t}\,} 通常假設遵循帶有固定漂移率 {\displaystyle \mu \,} 和波動率 {\displaystyle \sigma \,} 的幾何布朗運動。即：{\displaystyle dS_{t}=\mu S_{t}\,dt+\sigma S_{t}\,dW_{t}\,}，其中 {\displaystyle dW_{t}\,} 透過對常態分布的隨機抽樣生成；詳見布萊克–舒爾斯模型。由於隨機過程相同，對足夠多的價格路徑而言，歐式期權的估值應該會與布萊克–舒爾斯模型相同。但更普遍而言，模擬被應用於路徑依賴性的奇異衍生品，例如亞式期權。

- 在其他情況中，不確定性來源可能是間接的。例如，對於債券期權[3]，標的是債券，但不確定性的來源為年化利率（即短期利率）。對於每一隨機生成的殖利率曲線，在期權行權日會對應不同的債券價格；該價格即作為支付的輸入。相同方法亦用於估值交換選擇權[4]，其中利率交換的價值亦為利率變化的函數。（雖然這些期權通常用格點模型估值，但對於利率衍生品中的CMOs等路徑依賴型產品，模擬則為主要方法。[5]）模擬此類產品前，分析師必須先對模型參數進行「校準」，以使模型產生的債券價格最適匹配市場觀察價格；詳見短期利率模型；若要「模擬真實利率變動」，有時會採用多因子短期利率模型。[6]

- 蒙地卡羅方法允許複合不確定性。[7] 例如當標的以外幣計價時，另一不確定性來源是匯率：需對標的價格與匯率分別模擬，再合併以得出本幣計價下的標的價值。這類模型均會納入風險來源間的相關性。進一步的複雜性，如商品價格或通貨膨脹對標的的影響，也可一併考量。模擬可容納此類複雜問題，因此常用於分析實物期權，[1]其中管理決策依賴於多個基礎變數。

- 模擬也可用於估值支付與多個標的資產相關的期權[8]，如籃子期權或彩虹期權。此類情況亦需納入資產報酬率間的相關性。[9]

- 如有需要，蒙地卡羅模擬可採用任意類型的機率分布，包括可變分布：建模者不受限於常態或對數常態報酬；[10] 標的的隨機過程也可設定為具有跳躍過程或均值回歸過程或兼具兩者；此特性使模擬成為能源衍生品估值的主要方法。[11] 進一步而言，一些模型甚至允許風險來源的統計參數（及其他參數）隨機變動。例如，在引入隨機波動率的模型中，標的的波動率隨時間變化；參見赫斯頓模型。[來源請求]

## 外部鏈接
在線工具
- Monte Carlo simulated stock price time series and random number generator （页面存档备份，存于） (allows for choice of distribution), Steven Whitney

討論的文章和文獻
- Monte Carlo Simulation （页面存档备份，存于）, Prof. Don M. Chance, Louisiana State University
- Pricing complex options using a simple Monte Carlo Simulation （页面存档备份，存于）, Peter Fink (reprint at quantnotes.com)
- MonteCarlo Simulation in Finance （页面存档备份，存于）, global-derivatives.com
- Monte Carlo Derivative valuation （页面存档备份，存于）, contd. （页面存档备份，存于）, Timothy L. Krehbiel, Oklahoma State University–Stillwater
- Applications of Monte Carlo Methods in Finance: Option Pricing （页面存档备份，存于）, Y. Lai and J. Spanier, Claremont Graduate University
- Option pricing by simulation （页面存档备份，存于）, Bernt Arne Ødegaard, Norwegian School of Management
- Pricing and Hedging Exotic Options with Monte Carlo Simulations （页面存档备份，存于）, Augusto Perilla, Diana Oancea, Prof. Michael Rockinger, HEC Lausanne
- Monte Carlo Method （页面存档备份，存于）, riskglossary.com